# Сатяграха
Сатяграха (на санскрит: संस्कृतम्ः) е неологизъм, въведен от Махатма Ганди през 1906 г. Терминът, който може да се преведе като „настояване на истината“, „душевна сила“ или „сила на истината“ (идва от satya, „истина“ и agraha, „настояване“), представлява борбата, съпротивата и гражданското неподчинение, провеждани систематично (комбинация от тактики и стратегии), с етично-политически цели и с духовно измерение.
Ганди развива сатяграха в своите кампании за постигане на независимост на Индия. Теорията за Сатяграха по-късно повлиява на Мартин Лутър Кинг, който от своя страна ръководи Движението за граждански права в Съединените щати.
При разработването на сатяграха Ганди възприема теоретичните принципи на ненасилието (ахимса), изложени в индуистките Упанишади, както и активното ненасилие и мирната съпротива, преподавани от Исус (Проповедта на планината), Лев Толстой (Божието царство е вътре във вас), Джон Ръскин (Unto This Last) и Хенри Дейвид Торо (Гражданско неподчинение).
Според „Историята на моите експерименти с истината“, автобиографията на М. Ганди, човекът сатяграха се подчинява на законите на обществото интелигентно и от собствените си желания да го прави, защото смята, че това е негов свещен дълг. Само когато човек стриктно е спазвал законите на обществото, той е в състояние да прецени дали даден закон е добър или справедлив, или дали е несправедлив или вреден. Само тогава имате право да прибегнете до гражданско неподчинение по отношение на определени закони, при точно определени обстоятелства.